# Ceratocystis moniliformis
Ceratocystis moniliformis är en svampart som först beskrevs av Hedgc., och fick sitt nu gällande namn av C. Moreau 1952. Ceratocystis moniliformis ingår i släktet Ceratocystis och familjen Ceratocystidaceae.   Inga underarter finns listade i Catalogue of Life.